# Plagiolepis nynganensis
Plagiolepis nynganensis é uma espécie de formiga do gênero Plagiolepis, pertencente à subfamília Formicinae.